# Москва, Бельгия
«Москва, Бельгия» (нидерл. Aanrijding in Moscou) — кинофильм. Другие названия фильма: «Моscow, Belgium» (название фильма на английском языке), «Aanrijding in Moscou» («Столкновение в Москве», название на нидерландском языке), «Collision à Moscou», («Столкновение в Москве», французское название в Бельгии), «Quand Johnny aime Matty» («Когда Джонни влюбился в Мэтти», альтернативное название на французском языке).
Фильм, который получил множество наград, в том числе на фестивалях в Каннах и Минске, позиционировался как показ жизни реальных людей, проявляющих своё собственное чувство юмора на неторной дороге к счастью — или фламандскому эквиваленту этого понятия.
Язык фильма — гентский диалект нидерландского языка. DVD, выпущенный в сентябре 2008, тоже имеет дублирование на русском языке, где всех актёров озвучивает житель Гента.

## Сюжет

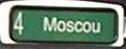
Москва — конечный пункт одного из маршрутов гентского трамвая

По иронии судьбы, Мэтти и Джонни встречаются во время столкновения на парковке возле супермаркета в местечке Москва (Moscou), которое входит в состав Гента (Бельгия). Его так называли в честь подразделения армии Российской империи, которая здесь разбила лагерь в 1814—1815. Самые заметные приметы гентской Москвы — пересечение железнодорожных линий в Антверпен и Брюссель, железнодорожная эстакада и конечная остановка гентского трамвая (номер 4).
Мэтти — 41-летняя мать трёх детей (старшей дочери 17 лет), чей муж ушёл пять месяцев назад, когда он влюбился в 22-летнюю студентку. Она подумывает о самоубийстве по примеру Анны Карениной. А вместо этого она сталкивается на парковке с грузовиком 29-летнего Джонни. Рассердившись из-за вмятины в бампере его грузовика, Джонни выскакивает из кабины и начинает выкрикивать оскорбления в адрес женщины. В конце концов, вмешиваются полицейские, которые, кажется, очень хорошо знают водителя грузовика.
Вечером, Джонни звонит ей, чтобы принести извинения за своё поведение. Два дня спустя он приезжает к ней, чтобы починить повреждённую им в стычке на парковке машину. К замешательству семьи Мэтти (особенно старшей дочери Веры и ревнивого мужа Мэтти, Вернера) они постепенно влюбляются. Хотя Вера оказывается лесбиянкой и Вернеру становится известно, что Джонни — бывший преступник, всё заканчивается благополучно.

## В ролях
- Барбара Сарафьян — Мэтти
- Юрген Делнать — Джонни
- Анемонь Вальке — Вера
- Йохан Хельденберх — Вернер